# Station Liphook
Liphook is een spoorwegstation van National Rail in Liphook, East Hampshire in Engeland. Het station is eigendom van Network Rail en wordt beheerd door South Western Railway. Het station is geopend in 1859.